# Hans-Peter Rüfenacht
Pour les articles homonymes, voir Rüfenacht.
Hans-Peter Rüfenacht est un tireur sportif allemand.

## Palmarès
Hans-Peter Rüfenacht a remporté l'épreuve Miquelet (réplique) et s'est classé second de l'épreuve Tanégashima (réplique) aux championnats du monde MLAIC organisés en 2002 à Lucques  en Italie .